# 田中康寛
田中 康寛（たなか やすひろ、1987年5月6日 ‐ ）は、日本の俳優。熊本県出身。TRUSTAR所属。

## 略歴
- 2012年9月 - スターダストプロモーションの俳優集団 「劇☆男」を結成。
- 2015年10月24日 -「劇☆男」を卒業[1]。
- 2017年6月12日 - 共通の役者仲間を通じて昨年知り合った女優の上脇結友と入籍し、2017年6月9日に第一子となる男児が誕生したことを発表した[2]。

## 人物
- 趣味：手話、ギター、写真、マジック
- 特技：空手、水泳、ハンドボール
- 資格：空手初段、水泳3級（2003年県大会出場）、普通運転免許

## 出演

### テレビドラマ
- レガッタ〜君といた永遠〜（2006年、テレビ朝日）
- かんちゃん（2007年、NHK）
- 月曜ゴールデン 弁護士高見沢響子(9)（2008年、TBS）
- 土曜ワイド劇場 救急救命士・牧田さおり7（2010年、テレビ朝日）
- 仮面ライダーウィザード 第31話（2013年、テレビ朝日）
- 八重の桜 第42回（2013年、NHK）
- この恋で私は生まれた（2014年、TBS）
- 続・最後から二番目の恋 第3話（2014年、フジテレビ）
- ナイトヒーロー NAOTO 第1話（2016年、テレビ東京）
- フェイクニュース あるいはどこか遠くの戦争の話 前編（2018年10月20日、NHK総合）- 記者 役
- 時空探偵おゆう 大江戸科学捜査（2019年、関西テレビ）- 久之助 役
- おいハンサム!! 第4話（2022年1月29日、東海テレビ・フジテレビ） -  知野くん 役
- ドクターホワイト 第6話（2022年2月21日、フジテレビ）- 倉田 役

### 映画
- キトキト（2007年、シネカノン）
- アリーナロマンス（2007年、トリウッド）
- DREAM PHOTO（2010年）
- S -最後の警官-（2015年）
- 累-かさね-（2018年）- 劇団員 役
- その瞬間、僕は泣きたくなった-CINEMA FIGHTERS project-「魔女に焦がれて」（2019年）- 先生 役
- 新卒ポモドーロ（2020年）- 高田靖幸 役
- 咲む（2020年）- 福本翔 役

### バラエティ
- 戦国★男士（2011年10月、テレビ神奈川） - 徳川家康 役
- きゅんドラ白書 （2015年11月30日-12月4日、日本テレビ）
- メンズ温泉（2015年7月 - 、BSジャパン）
- 劇団ひとりの『夢劇場-小ホール-』（2015年、BSスカパー!）

### オリジナルビデオ
- 世にも奇妙なものがたり 第2話「メイドるねしあの残り火」（2013年、NSW、パル企画）

### 舞台
- 流れる雲よ〜DJから特攻隊へ愛を込めて〜（2009年）
- 新宿八犬伝　第五巻 －犬街の夜－（2010年）
- PANELIST DRIVE（2012年）
- 万本桜企画「やめらんねぇ」（2012年）
- 万本桜企画「月曜日が止まらない」（2012年）
- レッド★スター（2013年）- 主演
- 劇☆男 第1回公演「キリトリ」（2013年）
- 劇団K助 第17回公演 「ステージ2013」（2013年）
- 劇☆男 第2回公演「キリトリII」（2013年）
- 劇☆男 第3回公演「キリトリIII」（2014年）
- 『帰って来た蛍』〜蒼空の神々〜（2014年）
- 劇☆男 第4回公演「キリトリ4」（2014年）
- Anchor -大きな木の下で- （2015年、CBGKシブゲキ!!）
- 朗読劇「美男子劇場」（2015年）
- GOLDRUSH THE MUSICAL（2017年、はまぎんホール ヴィアマーレ）- W主演
- カートエンターテイメント「奇々怪々〜箱根しだれ桜〜」（2019年）

### CM
- 大塚製薬「ポカリスウェット」（2006年、TV-CF・Web）
- 西日本電信電話「コミュニケーション大賞」（2008年、Web）
- 住友生命保険相互会社「企業」（2009年、TV-CF・Web）
- NTTドコモ「docomo for PC」(2009年、Webムービー)
- ゆうちょ銀行「新社会人 キャンペーン」（2010年、オール媒体・WEB）
- ソニー損害保険「自動車保険」(2010年、ムービーALL・Web）
- 雲海酒造「雲海」（2013年）
- オリジン弁当「ビーフステーキ弁当」/「オードブル」（2013年、インフォマーシャル）
- NTT東日本「NTT東日本でしょ。課長」篇（2015年）
- 東芝「かすみドールのシェア旅」（2015年）
- ジョンソン「アルコール除菌スプレー」（2018年、WEB）
- 日本マクドナルド「朝マック新定番 ￥250コンビ 体操編」（2018年）

### PV
- CLIFF EDGEミニアルバム『VOYAGE』収録 「終わりなき旅 feat.AJ」（2009年）
- hinaco「101年後」（2010年）
- HYENA「軌跡 feat.Fire Lily」（2011年）
- GOKIGEN SOUND「ドライブ」（2011年）

### Web
- 携帯小説ドラマ「100シーンの恋」vol.2（2008年）
- Yahoo!知恵袋内の質問を再現VTRにしてみた、動画
  - 「お隣の奥さんから○○○をいただくようになりました！」
  - 「彼氏にドン引きされました！」
  - 「ドン引きしてしまった私は心が狭いんでしょうか？」